# Bergekasten

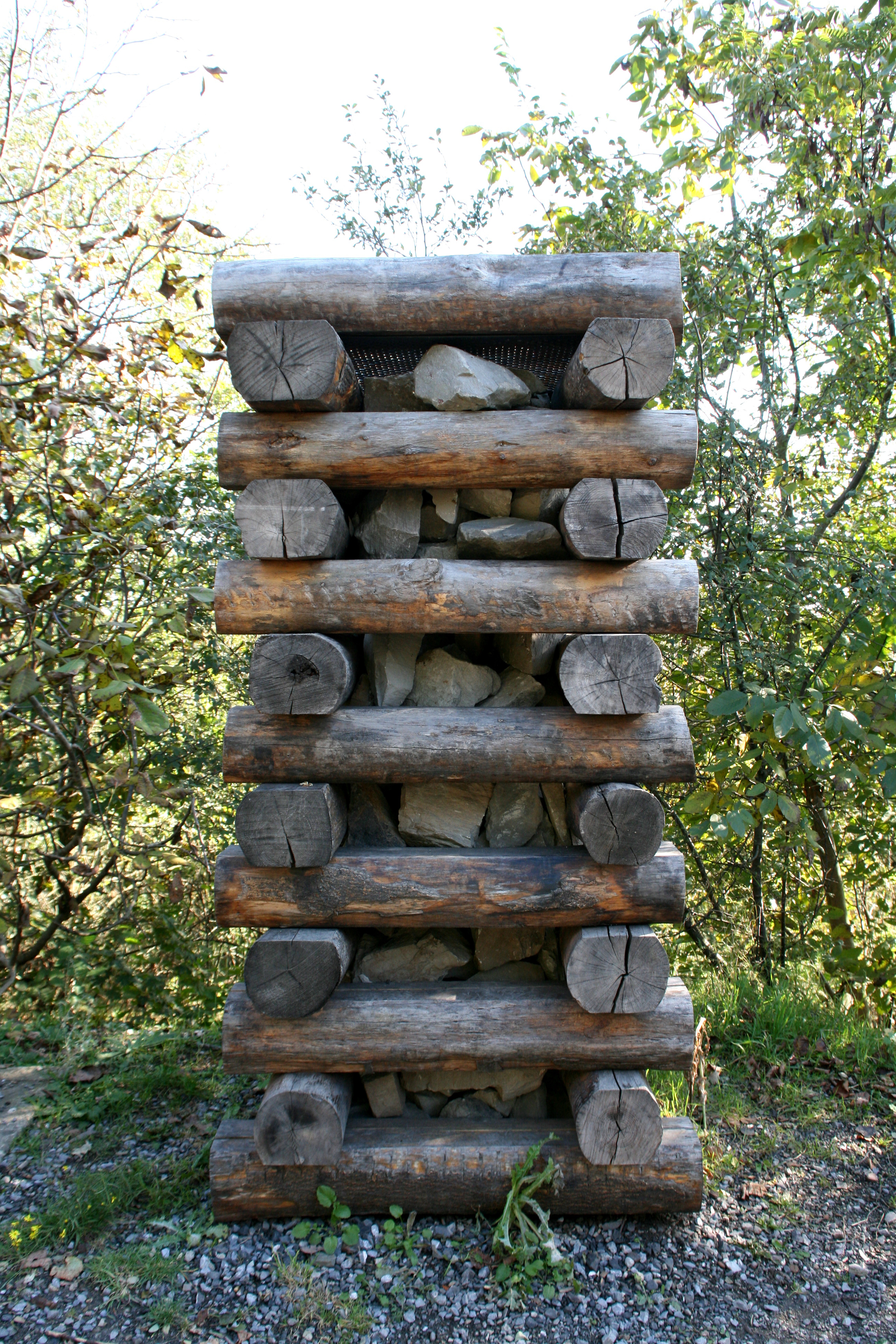
Modell eines Bergekastens auf der Bergehalde in Bottrop

Ein Bergekasten ist ein rechteckiger Kasten, der aus Grubenholz zusammengesetzt und mit Bergen gefüllt wird, und der so zur Abstützung des Hangenden dient. Bergekästen unterstützen eine größere Fläche, für ihre Erstellung wird viel Holz benötigt. Bergekästen bilden des Weiteren einen hohen Wetterwiderstand. Außerdem ist ihr Aufbau sehr arbeitsintensiv.

## Aufbau
Der Bergekasten besteht wie der Holzkasten aus einem Geviert aus Kanthölzern oder Bahnschwellen. Die Zwischenräume dieses Gevierts sind mit Bergen ausgefüllt. Durch die Bergefüllung erhält der Kasten eine höhere Tragfähigkeit. Eine gewisse Nachgiebigkeit wird dadurch erreicht, dass die Bergefüllung nicht zu dicht gepackt wird. Damit der Bergekasten direkt bis ans Hangende reicht, wird der Zwischenraum zwischen Kasten und Firste mit entsprechend starkem Schwartenholz ausgefüllt.

## Besonderheiten
Die Nachgiebigkeit der Bergekästen muss mindestens genauso groß sein wie die Nachgiebigkeit der Auffüllung des benachbarten Flözraumes. Ist die Nachgiebigkeit der Bergekästen geringer, ist also die Tragfähigkeit der Bergekästen größer, so konzentrieren sich Spannungen oberhalb und unterhalb der Bergekästen. Diese Spannungen werden durch den Gebirgsdruck ausgelöst und führen oft zu einer Rissbildung im Hangendgestein. Zusätzlich führen diese Spannungen zu seitlichen Bewegungen der Streckenstöße. Außerdem lassen diese Spannungen die Sohle aufquellen. Werden Bergekästen mit Sandsteinbrocken gefüllt, dann sind sie bis zu fünfmal so tragfähig wie einfache gleichartig ausgeführte aber unverfüllte Holzkästen.

## Verwendung
Ebenso wie Holzkästen werden auch Bergekästen überall dort eingesetzt, wo bergmännische Hohlräume abgestützt werden müssen, der Raum für einen Stempel jedoch zu hoch ist. Insbesondere zur Sicherung des Streckensaumes vor den Folgen des Abbaus werden Bergekästen verwendet. In Abbaustrecken mit flacher Lagerung werden Bergekästen ebenfalls zur Saumsicherung angewendet. Beim Pfeilerbau werden Bergekästen zur Verringerung des Druckes auf die Stempel zwischen die Stempelreihen gesetzt. Die Kästen werden, wenn möglich, bei fortschreitendem Abbau wiedergewonnen. Zur Vermeidung von zu großem Druck an den Kreuzungspunkten von Förderstrecken werden Bergekästen im Bereich der Streckenkreuze eingesetzt.